# سرانگون
سرانگون (به انگلیسی: Serangoon) یک ناحیهٔ شهری در کشور سنگاپور است که در سرشماری سال ۲۰۱۰ میلادی، ۱۲۴٬۷۸۲ نفر جمعیت داشته‌است.